# Gory
Gory is een gemeente (commune) in de regio Kayes in Mali. De gemeente telt 12.600 inwoners (2009).
De gemeente bestaat uit de volgende plaatsen:
- Biladjimi
- Chiguégué
- Darsalam
- Foungou
- Gory
- Gory Banda
- Mongoro
- Sabouciré
- Sambancanou
- Takoutallah